# Miss Espírito Santo 2009
Miss Espírito Santo 2009 foi a 52ª edição do tradicional concurso de beleza feminino de Miss Espírito Santo, realizado anualmente. Esta edição enviou a melhor capixaba em busca do título de Miss Brasil 2009, único caminho para o Miss Universo. O evento contou com a presença de apenas cinco (5) candidatas de diversos municípios do estado sob a coordenação do empresário Wildson Pina. Bianca Lopes Gava foi a vencedora do concurso estadual representando o município de Rio Bananal, em concurso realizado no Shopping Vitória.

## Resultados

### Colocações
| Posição   | Município e Candidata              |
| Vencedora | - Rio Bananal - Bianca Lopes Gava  |
| 2º. Lugar | - Vila Velha - Francienne Pavesi   |
| 3º. Lugar | - Vitória - Ramayane Rocha         |
| 4º. Lugar | - Afonso Cláudio - Bárbara Brandão |
| 5º. Lugar | - Guarapari - Adriana Ventura      |

## Candidatas
As candidatas deste ano: 
- Afonso Cláudio - Bárbara Brandão
- Guarapari - Adriana Ventura
- Rio Bananal - Bianca Lopes Gava[5]
- Vila Velha - Francienne Pavesi
- Vitória - Ramayane Rocha